# Захавин, Вячеслав Петрович
Вячеслав Петрович Захавин — советский хозяйственный, государственный и политический деятель.

## Биография
Родился в 1921 году в деревне Шевцово. Член КПСС.
Участник Великой Отечественной войны. С 1946 года — на хозяйственной, общественной и политической работе. В 1946—1985 гг. — инструктор отдела кадров Комитета по делам физкультуры и спорта при Совете Министров СССР, инструктор отдела оборонной и спортивной работы ЦК ВЛКСМ, заместитель начальника учебно-спортивного направления, начальник управления прикладных видов спорта и заместитель председателя Комитета по делам физкультуры и спорта при Совете Министров СССР (до 1957 г.), инструктор ЦК КПСС, первый заместитель председателя Союза спортивных обществ и организаций РСФСР, первый заместитель председателя Комитета по делам физкультуры и спорта при Совете Министров РСФСР — председатель Федерации лыжного спорта СССР, первый заместитель председателя Комитета по делам физкультуры и спорта при Совете Министров СССР.
Умер в Москве в 1993 году.

## Награды
- Орден «Знак Почёта» (27.04.1957) — «за успехи, достигнутые в деле развития массового физкультурного движения в стране, повышения мастерства советских спортсменов, и успешное выступление на международных соревнованиях»